# Altopiano della Lena
L'Altopiano della Lena (in russo Приленское плато, Prilenskoe plato; anche Alture della Lena) è una vastissima zona rilevata della Russia siberiana orientale, compresa nel territorio della Repubblica Autonoma della Jacuzia-Sacha e dell'oblast' di Irkutsk.
Si estende in longitudine per circa 750 km, compresa approssimativamente fra l'alto corso dei fiumi Tunguska Inferiore e Aldan; l'estensione nord-sud è molto minore, dato che è delimitata, all'incirca, dal corso del Viljuj a nord e da quello della Lena e dell'Amga a sud. La regione è percorsa da molti fiumi, per la quasi totalità tributari della Lena, i maggiori dei quali sono Sinjaja, Buotama, Njuja, Peleduj. La quota media dell'altopiano è intorno ai 450–500 m s.l.m.; sono molto diffuse le formazioni gessose.
L'intera regione è poco popolata, visto il clima continentale freddo molto estremo; i maggiori agglomerati urbani sono Olëkminsk, Lensk e, nella zona di confine con la pianura jacuta centrale, Jakutsk.